# Meromyzobia trifasciata
Meromyzobia trifasciata är en stekelart som beskrevs av De Santis 1972. Meromyzobia trifasciata ingår i släktet Meromyzobia och familjen sköldlussteklar. Inga underarter finns listade i Catalogue of Life.